# James Lakepa

a Compétitions nationales et continentales officielles uniquement.

James Lakepa, né le 4 juin 1980 à Manly, est un joueur samoan de rugby à XV qui évolue au poste de pilier.

## Biographie

### Premiers pas en Australie

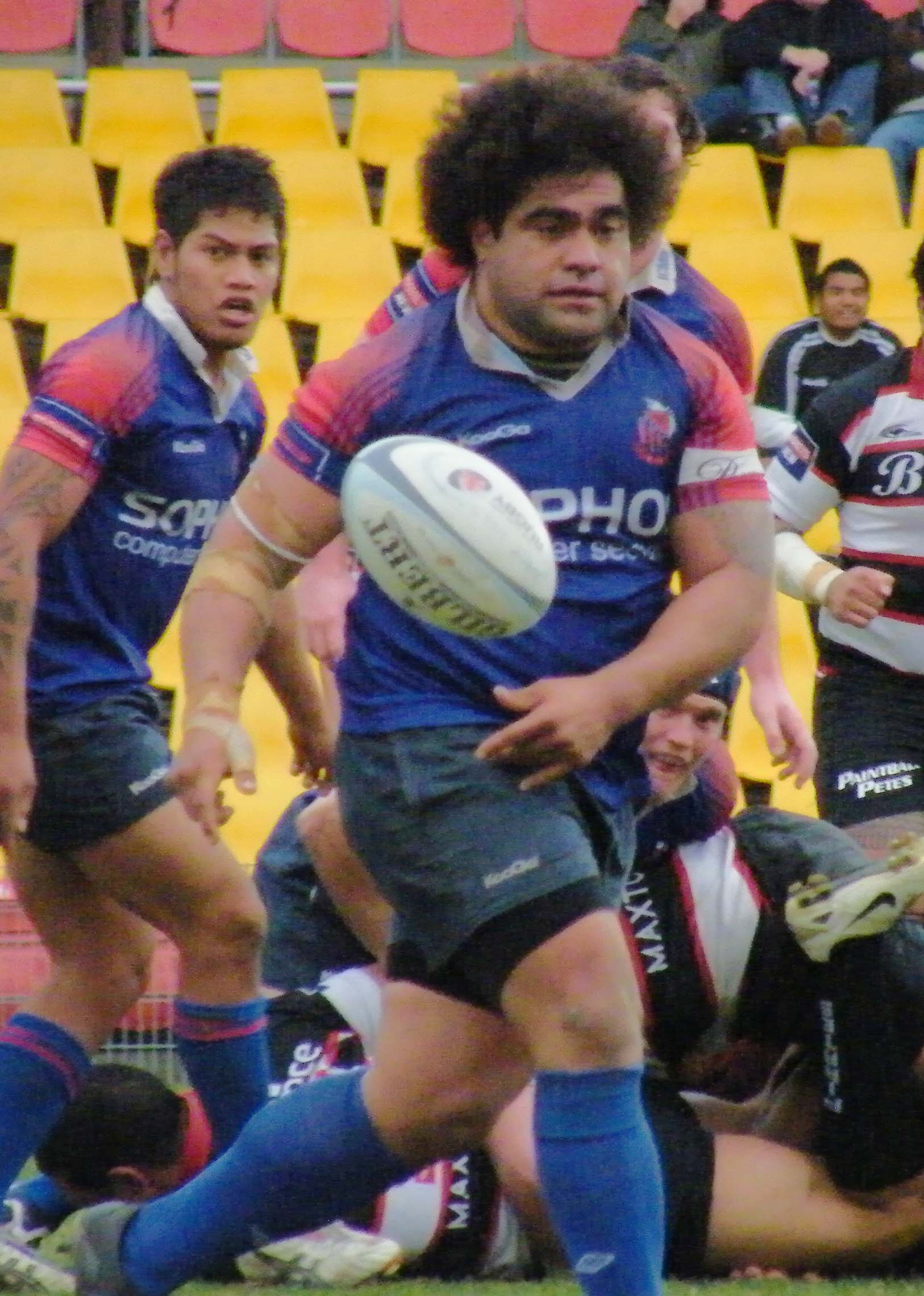
James Lakepa sous le maillot de Manly RUFC le 11 7 2009.

Originaire des îles Samoa, né à Sydney dans le quartier de Manly d'un père samoan et d'une mère tongienne, Lakepa commence sa carrière dans le championnat australien à Sydney. Il commence au Manly RUFC, puis s'engage avec les Western Sydney Rams où il termine premier de la phase régulière en 2007. Entre-temps, il joue en 2004 avec les Waratahs à quatre reprises,.
Il porte en 1998 le maillot national australien en catégorie junior,,.

### Carrière en France
Recruté par Fabrice Landreau à la fin du mois d'octobre 2009 par le FC Grenoble en qualité de joker médical pour pallier plusieurs forfaits de longue date en première ligne, Lakepa débarque en Europe à 29 ans. Il s'impose rapidement comme un titulaire à droite de la mêlée alpine. Lors de la saison 2009-2010, il joue en effet 20 matches sur 21 possibles, étant titularisé à 16 reprises. Le 12 février 2010, il paraphe une prolongation de contrat qui le lie avec Grenoble jusqu'à la fin de la saison 2010-2011. Il reste à Grenoble jusqu'en 2012 où il décroche un titre de champion de Pro D2, synonyme de montée en Top 14.
Malgré cette accession, Diego s'engage à la fin de la saison avec l'USO Nevers en Fédérale 1. Après trois saisons dans la Nièvre, les instances du club lui proposent une reconversion en son sein. Lakepa la décline et préfère relever un dernier challenge en tant que joueur : il signe ainsi en 2015 un contrat de deux ans avec l'US Dax.
Au terme de ces deux saisons, il continue à pratiquer le rugby au niveau amateur dans le Sud-Ouest, avec l'US Orthez en Fédérale 2.
En avril 2019, il s'engage pour la saison à venir avec le club isérois de l'US Renage Rives en Fédérale 3. Il rejoint finalement au mois de juillet le SO Voiron en Fédérale 2, toujours en Isère.
Il s'engage à l'intersaison 2020 avec le FC Tournon Tain en Fédérale 2. En parallèle, il devient entraîneur des avants de l'équipe féminine du FC Grenoble, évoluant en Élite 1,.

## Palmarès
- Championnat de France de rugby à XV de 2e division :
  - Champion : 2012 avec le FC Grenoble.